# Distretto di Sangallaya
Il distretto di Sangallaya è uno dei trentadue distretti della provincia di Huarochirí, in Perù. Si trova nella regione di Lima e si estende su una superficie di 81,92 chilometri quadrati.
Istituito il 30 settembre 1954, ha per capitale la città di Sangallaya.